# Tanaecia cocytus
Tanaecia cocytus là một loài bướm trong họ Nymphalidae phân bố ở Nam và Đông Nam Á.

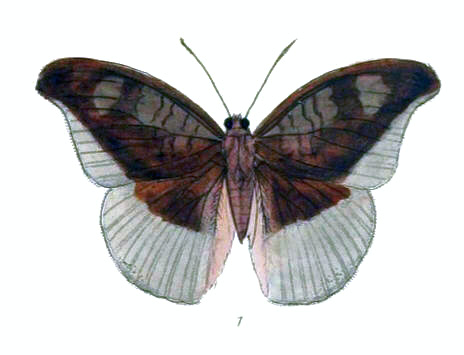